# Sidra
La sidra (del latín tardío sicĕra 'bebida embriagadora', esta del gr. σίκερα síkera, y esta del egipcio ṯkr.) es una bebida alcohólica fabricada con el jugo fermentado de la manzana de baja graduación que varía entre el 2 %, en el caso de la sidra doux francesa, hasta un máximo del 8 % en volumen.
No debe confundirse con el vino de manzana debido a que aquel no contiene gas carbónico y su contenido de alcohol es mayor. Ergo, la sidra se suele tomar de forma análoga a la cerveza.

## Etimología
La palabra «sidra» proviene del latín tardío sicĕra 'bebida embriagadora', esta del gr. σίκερα síkera, y esta del egipcio ṯkr. Lo propio sucede con la palabra francesa cidre y la inglesa cider. La mayoría de los idiomas europeos germánicos y la práctica totalidad de las lenguas románicas han adoptado el nombre clásico de ascendencia latina, si bien hay excepciones de otros idiomas menos cercanos al latín como el vasco (sagardo, vino de manzana), el alemán (Apfelwein, vino de manzana), el checo (jablečné víno, vino de manzana) y otros tantos (irlandés, húngaro, islandés, etc.).

## Historia

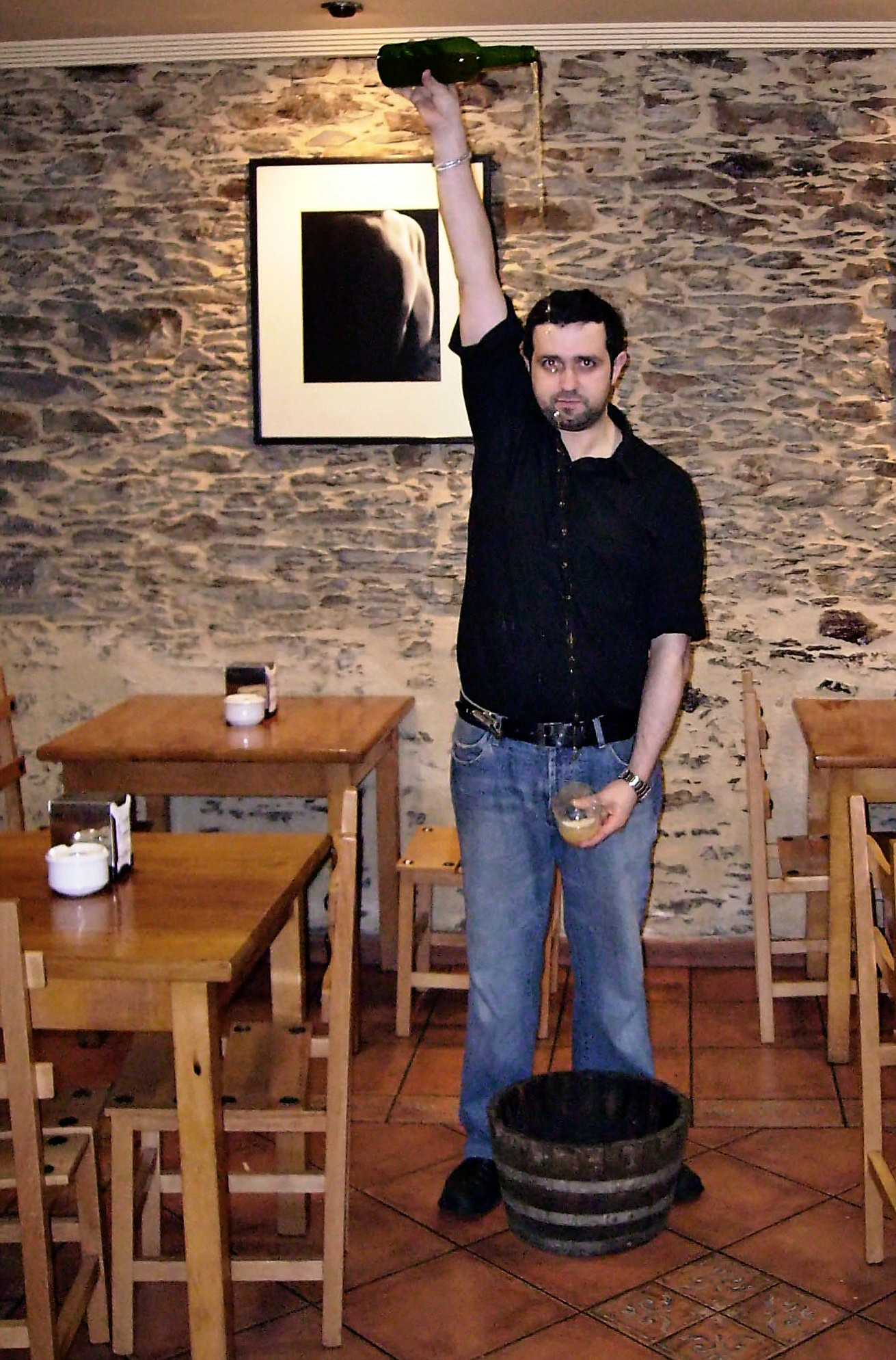
Hombre escanciando sidra asturiana.

Aunque algunos autores coinciden en que la sidra era conocida por los hebreos, los egipcios y los griegos, no se ha podido probar documentalmente esta circunstancia salvo por las escrituras posteriores de autores latinos como Plinio el Viejo (23-79 d. C.), quien mencionaba bebidas hechas con peras y manzanas e piris malorunque omnibus generibus, y afirma que el vino de manzana «es la bebida típica del territorio»; Estrabón (64 o 63 a. C.-c. 19 o 24 d. C.), quien afirmó que los astures también usan sidra, pues tenían poco vino zytho etiam utuntur, vini parum habent; o el agrónomo romano Paladio (siglo IV).
De acuerdo con Carmen Fernández Ochoa, catedrática de Arqueología de la Universidad Autónoma de Madrid, «ya antes de los romanos, la sidra constituía bebida común entre los habitantes de Asturias. No poseemos datos seguros al respecto, pero la escasez de vino, empleado únicamente en festines familiares al decir de Estrabón, y la escasez de la cebada, así como la referencia de Plinio de manzanas, serían argumentos a favor de la elaboración ancestral de esta bebida típica de la región que llega hasta nuestros días».
Aunque hay referencias específicas anteriores a los pomares de Asturias, es en el 904 cuando se menciona por primera vez en una compraventa entre Sismundo y Mactito donde un medro de sicera forma parte del precio en especie que se paga por una heredad en Lena (Asturias). Con posterioridad se menciona constantemente en documentos del 908, 931, 949 y 950.
En la cuenca mediterránea, que es donde se escribió la historia de las culturas occidentales, la fruta que producía el mejor de los caldos era la uva. Pronto, se diferenció esta sidra del resto y se pasó a llamar «vino», por lo que cuando alguien habla de vino de frambuesas, atendiendo al origen histórico del término, debería llamarse sidra de frambuesas, ya que el término «vino» originalmente estaba restringido solo a la uva. Sin embargo, hoy en día es común decir que la sidra es un vino de manzana, aunque también era muy frecuente hacerla de pera.
Entre los pueblos atlánticos, era venerada por proceder de la manzana, como lo prueba el hecho de que en la mítica isla de Ávalon (que en celta significa «manzanal») era la bebida de los héroes, es decir, de los semidioses.
Manzana en latín es mala (la palabra manzana viene de mala mattiana, una variedad de manzana que se hizo famosa por ser la fruta preferida del tratadista agrícola romano Cayo Matio del siglo I a. C.), y de ahí viene el nombre de ácido málico, ya que esta fruta es la que contiene mayor cantidad de esta sustancia.
Esta bebida ha sido desde siempre un producto de gran tradición en los países de la costa atlántica, sobre todo en España, Francia, Inglaterra, Bélgica, Irlanda y Alemania. Los expertos señalan que las primeras referencias que tenemos sobre la sidra se remontan a principios del siglo IX en el Capitulare de Villis, acta legislativa que organizaba el comercio, normas y sanciones en el imperio carolingio, y el testamento de Fakilo, Ego Fakilo, del año 793, conservado en la catedral de San Salvador de Oviedo, donde se especifica que se entregan villas, bosques, viñas y manzanos para elaborar mostos y sidra.
Hoy en día se trata de una bebida extendida por todo el mundo. En Europa se produce en países como España, Portugal, Francia, Italia, Alemania y Reino Unido, entre otros. En América se produce en México, Argentina, Chile, Uruguay, Estados Unidos y Canadá.

## Elaboración

### Elaboración de la sidra
Existen varios procesos de elaboración dependiendo de las diferentes tradiciones regionales. En todo caso, el primer paso siempre consiste en la recogida y elección de los diferentes tipos de manzana en otoño, lo que se conoce como mayar.

### La recolección
Las manzanas pueden ser de muchas variedades pero se clasifican en tres tipos en función de su sabor: dulces, imprescindibles para transformar el azúcar en alcohol; ácidas, para mantener el color natural del mosto y la limpieza de la misma; y amargas o salvajes, que aportan el tanino. Después, se pasa a un proceso de maceración por el cual la pulpa generada se deja reposar más o menos tiempo dependiendo del elaborador.

### La molienda
Uno de los métodos tradicionales consistía en machacar la manzana con grandes martillos de madera. Todavía actualmente, en pueblos de Asturias  y País Vasco, elaboradores artesanales de pequeñas producciones caseras utilizan este método.
Otro método tradicional es el uso de molinos con grandes y pesadas piedras en forma de rueda que se hacían rodar a través de un canal donde se iban depositando las manzanas con el fin de ser machacadas. Todavía se pueden encontrar estos molinos, inhabilitados en su mayoría, en el oeste de Reino Unido y noroeste de Francia.
En caso de utilizar sistemas de prensado rápidos, es necesario emplear molinos ralladores. Por otro lado, el material que entra en contacto con el fruto y el mosto es de acero inoxidable a fin de evitar la incorporación de metales como el hierro y cobre.

### El prensado

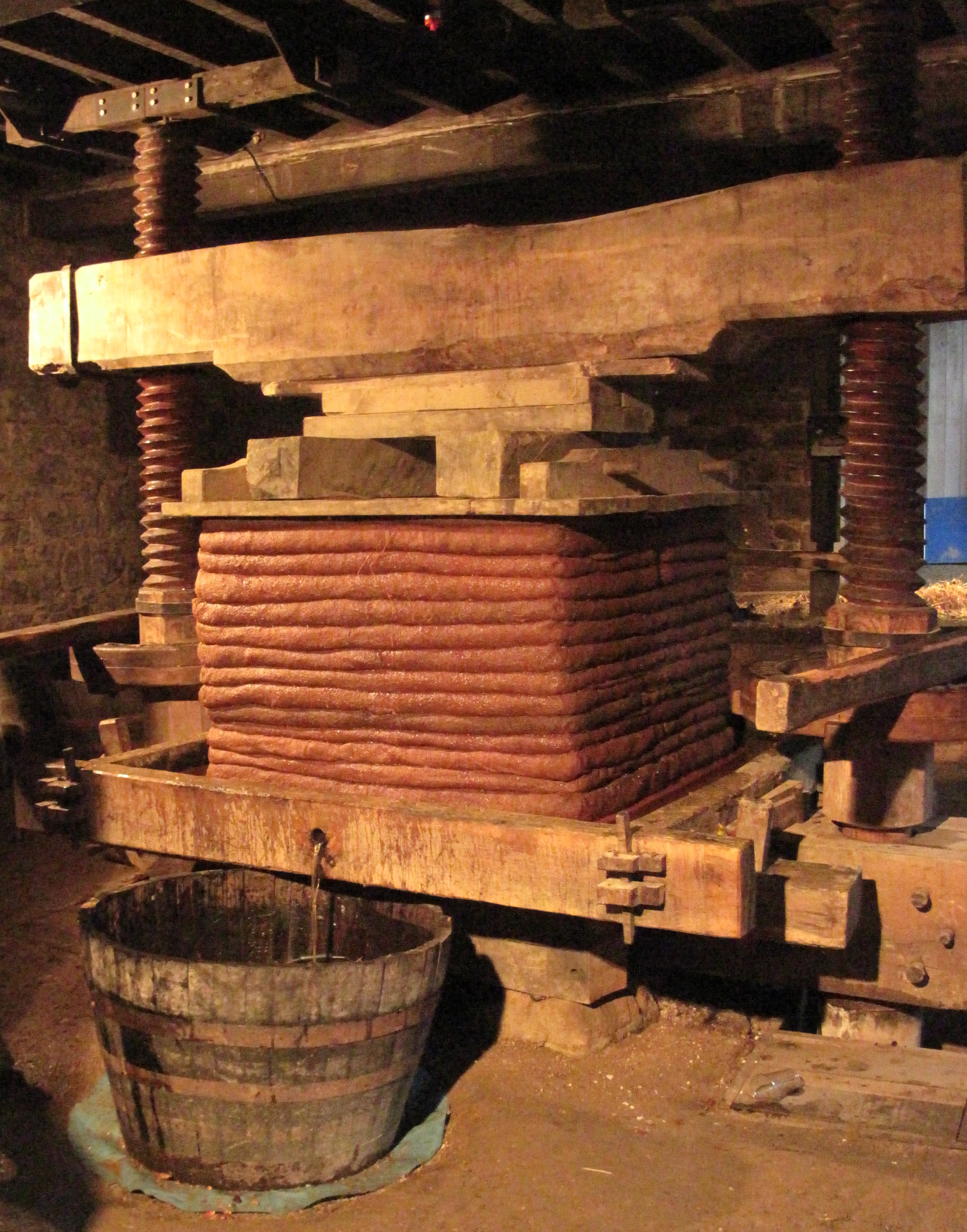
Prensa tradicional de la isla de Jersey.

En el caso de la sidra natural se emplean prensas de cajón mecánicas o hidráulicas discontinuas, caracterizadas por utilizar un tiempo prolongado de prensado (2-4 días) durante el cual se llevan a cabo diversos “cortes” de la masa de prensado con el fin de facilitar la extracción del mosto e incrementar el rendimiento. En el caso de la elaboración de sidra industrial se utilizan sistemas de prensado más rápidos, lo que supone un ahorro notable de tiempo y mano de obra a la vez que con su empleo se limitan de manera significativa las alteraciones microbianas.
Los mecanismos que se utilizan actualmente son hidráulicos, neumáticos y de bandas.

### Clarificación del mosto
Se pueden emplear diferentes procedimientos; a saber: técnicas físicas y bioquímicas.

#### Técnicas físicas
a) Sedimentación: se lleva a cabo generalmente de manera dirigida mediante la adición de agentes químicos de acabado como la bentonita.
b) Centrifugación: separa los sólidos en función de su masa. Presenta el inconveniente de alterar el equilibrio poblacional de los diversos microorganismos (levaduras y bacterias).

#### Técnicas bioquímicas
a) Defecación Enzimática: es un proceso de clarificación que consiste en la adición de una enzima, la pectinmetilesterasa, cuya función es desmetilar los ácidos pectínicos transformándolos en ácido péctico, o una sal de calcio con el objeto de complejar el ácido péctico. Como consecuencia de ello, se forma un gel de pectato cálcico que, una vez retraído, asciende a la superficie del tanque de clarificación empujado por el anhídrido carbónico liberado por la fermentación alcohólica. Es el proceso que más se usa en Francia. 
Mediante este proceso se obtiene una sidra dulce natural que conserva gran parte de su sabor inicial.
b) Clarificación enzimática: consta de dos etapas, en la primera se realiza un tratamiento enzimático con un complejo pecto-lítico, y en la segunda se añaden diversos agentes clarificantes.

### La fermentación
Es una sucesión de transformaciones bioquímicas de los componentes del mosto de manzana y de los productos resultantes de estos que se lleva a cabo por levaduras, bacterias lácticas y bacterias acéticas.
La fermentación más relevante es la alcohólica, en la que el azúcar se transforma en alcohol.
La segunda es la denominada maloláctica, que produce importantes cambios sensoriales en la sidra al llevarse a cabo una notable pérdida de acidez y un aumento de determinados componentes volátiles, principalmente ácidos ésteres y alcoholes. Además, este proceso bioquímico promueve una mayor estabilidad microbiológica.

### El trasiego
Es una operación tecnológica que habitualmente se realiza al final del proceso fermentativo. Tiene como objetivo separar las borras de fermentación de la sidra a fin de garantizar una adecuada estabilidad físico-química y microbiológica de ésta. Es imprescindible llevarla a cabo al abrigo del aire y, preferiblemente, en días fríos y con alta presión atmosférica.

### El embotellado
Cuando la densidad sea inferior a 1.000,0, o bien esta permanezca a 14 grados constante en el tiempo con una estabilidad microbiológica suficiente y las cualidades aromático-gustativas y de turbidez del producto así lo aconsejen, se procederá al embotellado de la sidra.

## Difusión
Se trata de una bebida muy extendida por todo el mundo, por lo que en Europa se encuentra en numerosos países:
En  Alemania: principalmente en la región de Hessen, donde se denomina Apfelwein, y algo menos en Baviera y Baden, donde se denomina Most. Con el mismo nombre se conoce en una pequeña región de Austria.
En Francia: se produce principalmente en Bretaña, Normandía y es testimonial en el País Vasco Francés, Italia (Piamonte), Portugal (Madeira), Irlanda, Escocia, Gales e Inglaterra.
En España: las principales regiones productoras son el Principado de Asturias y el País Vasco, copando ambas el 99 % de la producción nacional.
En América: se encuentra en zonas de distintos países. Por ejemplo, en México se produce en las ciudades de Huejotzingo y Zacatlán en el estado de Puebla; en Argentina la sidra se localiza sobre todo en las provincias de Río Negro, San Juan y Santa Fe; en Paraguay y Uruguay es muy común consumirlo en víspera de Navidad y Año Nuevo; en Chile, con el nombre de chicha o chicha de manzana, se consume en todo el sur, en particular en las provincias de Valdivia, Osorno, Llanquihue y Chiloé.
En Estados Unidos: el incremento de producción y consumo desde 2010 es reseñable, con un incremento del consumo superior al 11 % y la producción se extiende a casi todo el país, destacando el estado de Míchigan, Nueva Inglaterra, el estado de Nueva York y Oregón.
En Quebec (Canadá): fue inventada en 1989 la conocida como sidra de hielo (ice cider / cidre de glace), cuya elaboración se inspiró en la de los vinos de hielo, un producto que desde entonces ha tenido una gran acogida en diversos países y cuya principal característica consiste en el empleo de manzanas congeladas.

## Sidra en España

### Sidra de Asturias
La producción de sidra natural históricamente se extendía por toda la Cordillera Cantábrica. En el s. VIII ya aparecen los primeros documentos en el antiguo Reino de Asturias relativos al cultivo de los manzanos al hablar de las pomares (huertos de manzanos) en testamentos y documentos oficiales. Casualmente, en estos documentos la palabra pomares siempre va ligada a "vineas" o viñedos, dando por tanto a entender su uso para la elaboración de bebida y no de alimento. El testamento de Fakilo, Ego Fakilo, del año 793, donde se dejan en herencia pomaradas, es el documento más antiguo conservado en la Catedral de San Salvador de Oviedo y es de los más antiguos relativos a la sidra o la manzana de toda Europa. El documento más antiguo que menciona propiamente la sidra es uno del s.IX en que se habla de la trasmisión de técnicas y culturas entre el principal reino cristiano peninsular de la época y el imperio de Carlomagno (742-814) y que regulaba muchos aspectos legales del Imperio . En él se menciona la bebida "siceratores, id est qui cerevisam vel pomatium sive piratium vel aliud quodcunque liquamen" en el "Capitulare de Villis" escrito a comienzos del siglo..

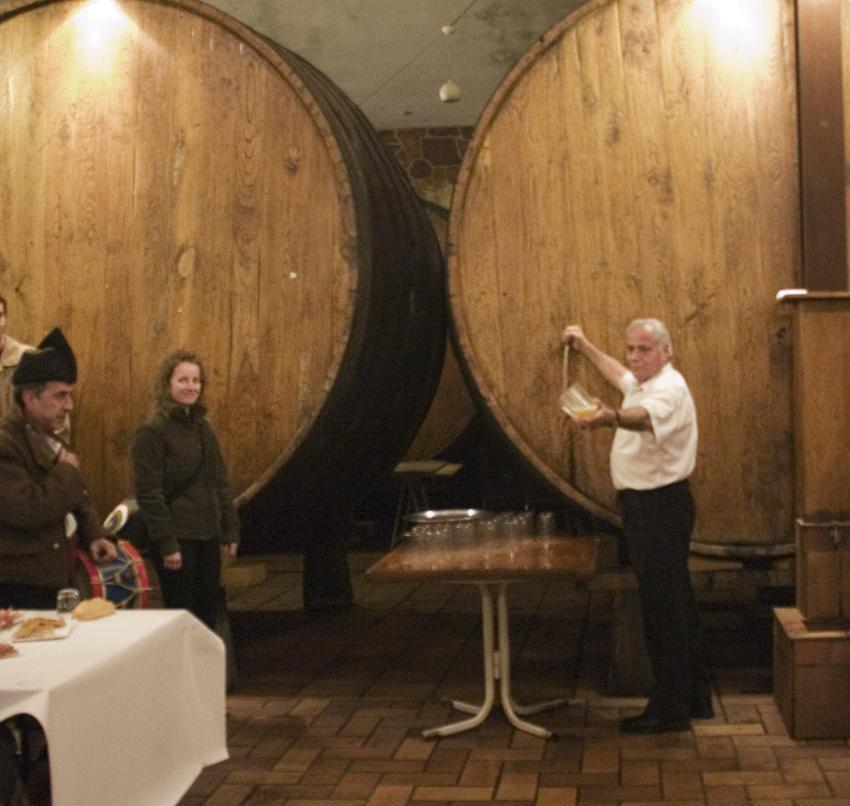
Escanciado de sidra desde la pipa.

La relación entre ambos reinos es palpable en la historia relativa al Beato de Liebana, que tuvo una gran repercusión en la Cristiandad, desde Alcuino de York y Carlomagno en Aquisgrán hasta el papa que se pone del lado del Beato en el famoso conflicto del adopcionismo.
En la actualidad, en Asturias la sidra sigue siendo considerada no solo una bebida, sino una parte intrínseca de su cultura y folklore, y es la primera región española productora de sidra con más del 80% de la producción nacional. Para su producción, a raíz de la creación el 12 de noviembre de 2002 de la Denominación de Origen Protegida (D.O.P.) “Sidra de Asturias”, se utilizan exclusivamente variedades de manzana autóctona (Raxao, Xuanina, etc. hasta 22 más las que ya en 2010 se irán añadiendo, etc.) reconocidas por el Consejo Regulador.

#### Proceso de producción
El proceso de producción asturiano es artesanal: después del verano se recolecta la manzana. La operación se llama "pañar" manzana, pues se recoge del suelo después de haber "ximielgado" —zarandeado— el árbol. Los manzanos de sidra tienen una producción muy abundante. La "manzana de cuchillo", la destinada a la mesa, se recoge directamente del árbol. Son unos manzanos mucho menos productivos. El jugo de la manzana se deja fermentar de 3 a 5 meses aproximadamente. La sidra debe estar en la barrica al menos “tres lunas”, pero la gente que la trasiega puede llegar a tenerla en barrica hasta cinco meses. En Asturias se suele trasiegar para evitar defectos en la misma y se embotella una vez acabada la fermentación. Antes de prensar la manzana hay que mayarla, operación consistente en machacarla hasta reducirla a una pasta. Mayar es palabra asturiana equivalente a "majar". El modo tradicional de mayar la manzana es utilizar un pisón de madera hecho con el tronco de un árbol, llamado mayador, que se deja caer vertical y repetidamente sobre las manzanas. Ese es un momento social importante, pues vecinos y amigos participan en el proceso del mayado. Actualmente suele utilizarse un aparato eléctrico provisto de púas para desmenuzar la manzana. Después viene el prensado, mediante el cual se extrae el jugo. Hay dos tipos de llagares artesanos: uno en el que la magaya se pone sobre una especie de tabla, y otro en el que la magaya se pone en una especie de cajón de madera. En ambos la magaya se prensa con un torno, que puede ser de madera —los más antiguos— o de hierro. A la tabla o cajón en el que se prensa se la llama masera en ambos casos. En cuanto a su degustación, tanto la sidra asturiana desde hace décadas hasta época reciente debe ser escanciada (tirada desde lo alto para que "rompa" al caer en el vaso) y consumida en el acto, y no debe servirse cada vez más de lo que se pueda beber en un trago. El sabor de la sidra natural varía en función de la calidad de la manzana del año anterior, la cantidad de sol que haya recibido y otras variables, pero en general se puede decir que la sidra natural tiende a ser una bebida fresca con bastante aguja y ácida.

#### Escanciado
En Asturias la sidra natural suele servirse de la botella, haciendo caer el chorro de la botella contra el lateral del vaso de manera que al impactar con el mismo se oxigene (a está acción se la denomina tradicionalmente "escanciar" aunque también es referida como "echar" o "tirar" un culín de sidra). Además, no se bebe todo el contenido del vaso ("culín"), sino que se deja un poco para limpiar al finalizar de beber la parte del vaso que han tocado los labios. Esto se debe a que, típicamente, en una sidrería asturiana cada grupo de amigos usa un único vaso que comparte. Además, la mitología asturiana dice que se tira el poso del culín para devolver a la tierra lo que ella nos da. Cabe destacar que de la botella de sidra (la cual debería dar para de cuatro a seis culinos) no se bebe todo su contenido, sino que se deja el fondo de la misma, ya que la sidra natural no se filtra ni clarifica ni se le quitan los posos como al resto de las bebidas alcohólicas. Es por ello que antes de descorchar la botella, se suele agitar brevemente la misma a fin de dispersar los posibles posos.
Desde la aparición de los escanciadores eléctricos, cada vez más extendidos en detrimento del escanciado tradicional, los hábitos de escanciado y consumo han ido modificándose bastante. Se escancia de manera más limpia y precisa, se aprovecha más el producto (se permite graduar con precisión el volumen de llenado del culín, aunque lo normal es que se acerque a unos 8 culines por botella) y se tiende a que cada uno se sirva en su propio vaso (a pesar de que el producto sufra más agitación). 
Aunque en Asturias la sidra se consume por botellas en las sidrerías, en las celebraciones que tienen lugar en el llagar o "espichas" la sidra se bebe escanciando directamente de la "pipa". Según la tradición oral, conservada por algunos de los clientes más ancianos de los chigres, en época pretérita, en que no era fácil o posible el acceso al vidrio y aún menos a las botellas de vidrio, la sidra no se embotellaba y se consumía directamente de la “pipa” o barrica. Para ello se “tiraba” directamente desde la misma destapando un agujero practicado previamente en ella, que se volvía a tapar tras servir la ración correspondiente; se ”tiraba” la sidra directamente en el cacharro de barro a modo de cuenco o tazón y este se servía individualmente al cliente. A la acción de destapar el orificio de la “pipa” se le denominaba “espichar”, por extensión se denominan en Asturias “espicha” a las reuniones en sidrerías y “chigres”.

#### El Xiringüelu
Existe una celebración en Asturias llamada El Xiringüelu, una romería en la que todo gira en torno a la sidra y que se celebra el primer o segundo domingo del mes de agosto en el llamado Prado Salceo, situado en la ribera del río Nalón que salpica la aldea de Peñaullán y otras del Concejo de Pravia. El último fin de semana de agosto tiene lugar en Gijón la Fiesta de la Sidra Natural en el que todos los años se bate el récord mundial de escanciado simultáneo. Está declarada fiesta de interés turístico regional. Una de las fiestas más importante dedicada a esta bebida es el Festival de la Sidra de Nava, localidad a la cual se la denomina villa de la sidra por su gran número de lagares; así como las Jornadas de la Sidra de La Felguera, cuando tiene lugar el concurso de escanciadores más antiguo de España en abril. La Fiesta de Nava se celebra el segundo fin de semana de julio y está declarada fiesta de interés turístico nacional, además Nava también cuenta con el Museo de la Sidra, en el que se puede ver todo el proceso de elaboración de esta bebida.

### Sidra en el País Vasco

#### Historia

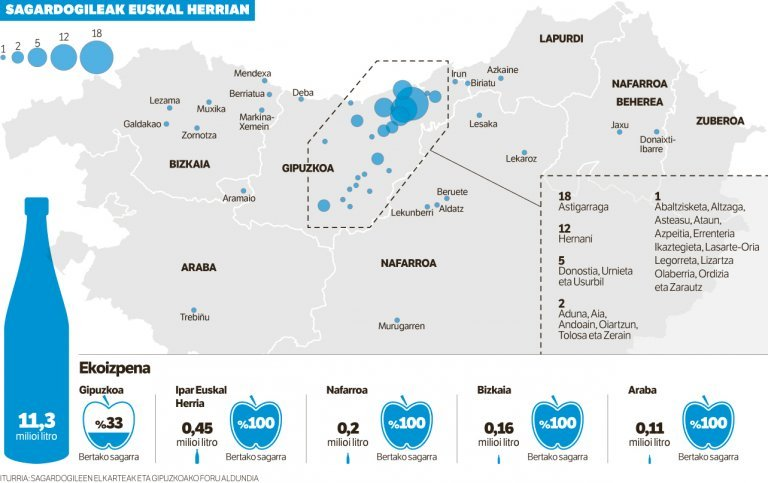
Productores de sidra en el País Vasco.

Ya en el siglo I el geógrafo griego Estrabón escribió sobre la abundancia de manzanos en la Galia para a continuación mencionar que en Vasconia había una bebida similar a la sidra y elaborada a base de trozos de manzana cocidos y diluidos en agua y miel que bebían los vascones y llamaban phitarra:
Koldo Mitxelena en su libro Textos arcaicos vascos, menciona que los primeros escritos sobre la sidra aparecen a partir del siglo XI. El texto más antiguo que ha llegado hasta nuestros días y que menciona la producción de la sidra vasca está datado el 17 de abril de 1014 y se trata de un texto escrito en latín sobre una donación de tierras situadas en Guipúzcoa por el rey Sancho III de Pamplona al Monasterio de Leire y su traducción es la siguiente:

''"Damos y ofrecemos en los términos de HERNANI a la orilla del mar un Monasterio que se dice de San Sebastián, con las tierras, MANZANALES, pesqueras marítimas, ..."

Por ello, en aquella época ya se plantaban manzanos en esta comarca y se supone que tanto la gente ordinaria como los monjes elaboraban sidra de sus manzanas.
Los peregrinos de Francia que realizaban el Camino de Santiago y se dirigían desde Las Landas hacia el Pirineo cruzaban el Puerto de Ibañeta y posteriormente bajaban a Roncesvalles. Uno de estos peregrinos que en aquella época cruzó el País de los Vascos dejó registro escrito sobre como en tierras vascas (del actual País Vasco francés) existían innumerables manzanos y se elaboraba la sidra. El citado peregrino era Aymeric Picaud, que en 1134 escribió una Guía del Peregrino en la que se describen los rasgos y costumbres de los países y pueblos por los que transcurre el Camino de Santiago. En el siglo XII y según las referencias de este peregrino, al pasar por Las Landas se percató de la pobreza e infertilidad de sus tierras, eran tierras llanas y arenosas escasas de pan, vino, carne y pescado. Pero al llegar a Dax y Burdeos habla de la abundancia de sus vinos y panes. Al entrar en Vasconia sus temores se agudizan, ya que además de las "costumbres salvajes" de los autóctonos, su idioma le parecía sumamente incomprensible, y describe el País de los Vascos o Vasconia como una región llena de bosques cerrados y altas montañas en los cuales, según dice, no había ni vino ni alimentos, a no ser las manzanas, la leche y la sidra. Sin embargo, una vez pasa a la península ibérica y llega a tierras vascas más al sur, no vuelve a citar la sidra ni los manzanos hasta ya entrar en tierras gallegas.
Antes del siglo XIX era una bebida alcohólica de consumo diario en muchas familias de las zonas montañosas de Vizcaya, Guipúzcoa, norte de Navarra y el País Vasco francés, donde el vino, proveniente de las llanadas viticultoras del sur de Álava y Navarra, era difícil de adquirir debido a la accidentada orografía del montañoso norte, salvo el txakoli elaborado en las comarcas de la Costa Vasca.

Len ozta ezaututen zan matsardaoa. Sagasti asko zirean, ta erriko ardao edo sagardaoaz igaroten zirean bizkaitar ta beste euskaldunak.
("Antes apenas se conocía el vino de uva. Había muchos manzanales y con el vino del pueblo, o sea con la sidra, pasaban los vizcaínos y los demás euskaldunes.")
Juan Antonio Moguel (1745-1804) en su novela Peru Abarca.

#### En la actualidad

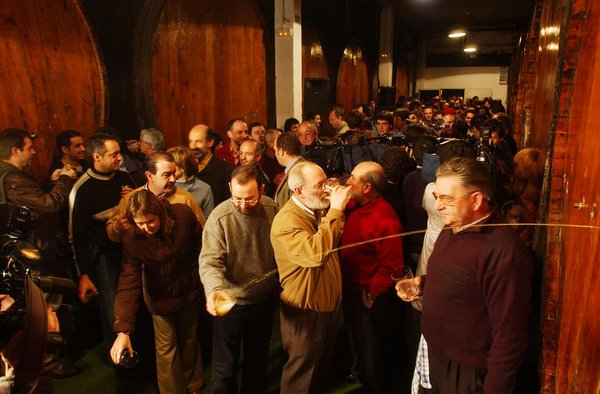
Clientes de una sidrería realizando el rito del txotx en una sidrería de la Comarca de San Sebastián.

La sidra en el País Vasco es conocida sobre todo en la Comarca de San Sebastián, en el noroeste de la provincia de Guipúzcoa: las localidades de Astigarraga, Andoáin, Hernani, Urnieta y Usúrbil forman el principal núcleo sidrero del País Vasco y es en esta comarca donde se encuentra la concentración más alta de sidrerías (sagardotegi). Aunque hoy en día las sidrerías están extendidas por toda la provincia de Guipúzcoa, también hay concentraciones de sidrerías de segundo orden en el noreste de Navarra y en el País Vasco Francés.
A diferencia del resto de regiones sidreras de Europa, donde se consume a lo largo de todo el año sin diferencia, en el País Vasco en gran medida es una bebida estacional. Oficialmente, la temporada de la sidra vasca comienza el 19 de enero de cada año, en este día se realiza el primer txotx y se alarga hasta finales de mayo, época esta en la que es posible degustar sidra de tonel en cualquier sidrería. En cambio, durante el resto del año suele beberse sidra de botella.
Por otro lado, cada año suele celebrarse en diversas localidades de Guipúzcoa el Día de la Sidra, normalmente en las localidades de Astigarraga, Hernani, Usúrbil, Irun, Rentería, Lezo, Oyarzun, Pasajes... En el País Vasco Francés también se celebra en Hendaya y en la ciudad de Bayona.

### En otras regiones
En Cantabria se produce sidra en la zona de Piélagos, Liébana y en otros puntos de la región, aunque solo se comercializa en la propia provincia con variedades típicas sidreras del norte de España y otras propias de Cantabria.
En Castilla y León, la comarca de El Barco de Ávila, situada en la provincia de Ávila, produce sidra y vinagre de manzana. Trabaja principalmente con manzana reineta blanca de Canadá. La sidra natural de Ávila se comercializa, por el momento, en Ávila, Salamanca y Madrid. La fruta procede de los municipios cercanos a El Barco de Ávila, como La Carrera, La Nava del Barco, Los Llanos de Tormes, Bohoyo, Umbrías, Aldeanueva, Navacepeda de Tormes, Hermosillo o Navatejares, entre otros. En la provincia de León también se produce sidra, procedente de la localidad de Santa María del Condado.[cita requerida] Por su parte, el valle de Caderechas, en la provincia de Burgos, también ha tenido una tradición en la producción de sidra elaborada con la manzana reineta de caderechas.
Galicia, a pesar de no destacar por su producción ni por su consumo de sidra, es la comunidad autónoma que más manzana sidrera produce en España, por encima de regiones productoras como Asturias o Euskadi, que importan la manzana gallega. En 2006 la producción gallega de manzana sidrera se sitúa en las 60.000 toneladas mientras que en el Principado de Asturias pasaba por entre 35.000 y 40.000, y en el País Vasco unas 8.000.

### Sidra natural y sidra gasificada
Por su singularidad hay que diferenciar la sidra natural de la sidra gasificada. En general, mientras en el norte de España se consume mayoritariamente la sidra natural, en el resto el mundo se acostumbra a consumir sidra supergasificada. La sidra natural tal como se consume en Asturias tiene una sobrepresión de CO2 de poco más de un bar. Sin embargo, las botellas de sidra son especiales y algo más caras que las de vino para poder resistir esa ligera sobrepresión, propia también de los vinos de aguja. La sidra tiene abundante dióxido de carbono pero produce mucha menos espuma que la cerveza. Con la sidra cabe utilizar el llamado método tradicional, propio del Champaña y del Cava, consistente en provocar una segunda fermentación dentro de la botella. Pero de ese método no se mantiene la costumbre de añadir un “licor de expedición” —un aguardiente aromatizado— al líquido después de la fermentación en botella. También se consigue una sobrepresión superior a tres barias dejando que la sidra acabe la primera fermentación dentro de la botella sin que se escape el CO2 producido. Cabe también la inoculación directa  de CO2 como a cualquier bebida gasificada.

## Apfelwein. Sidra en Alemania

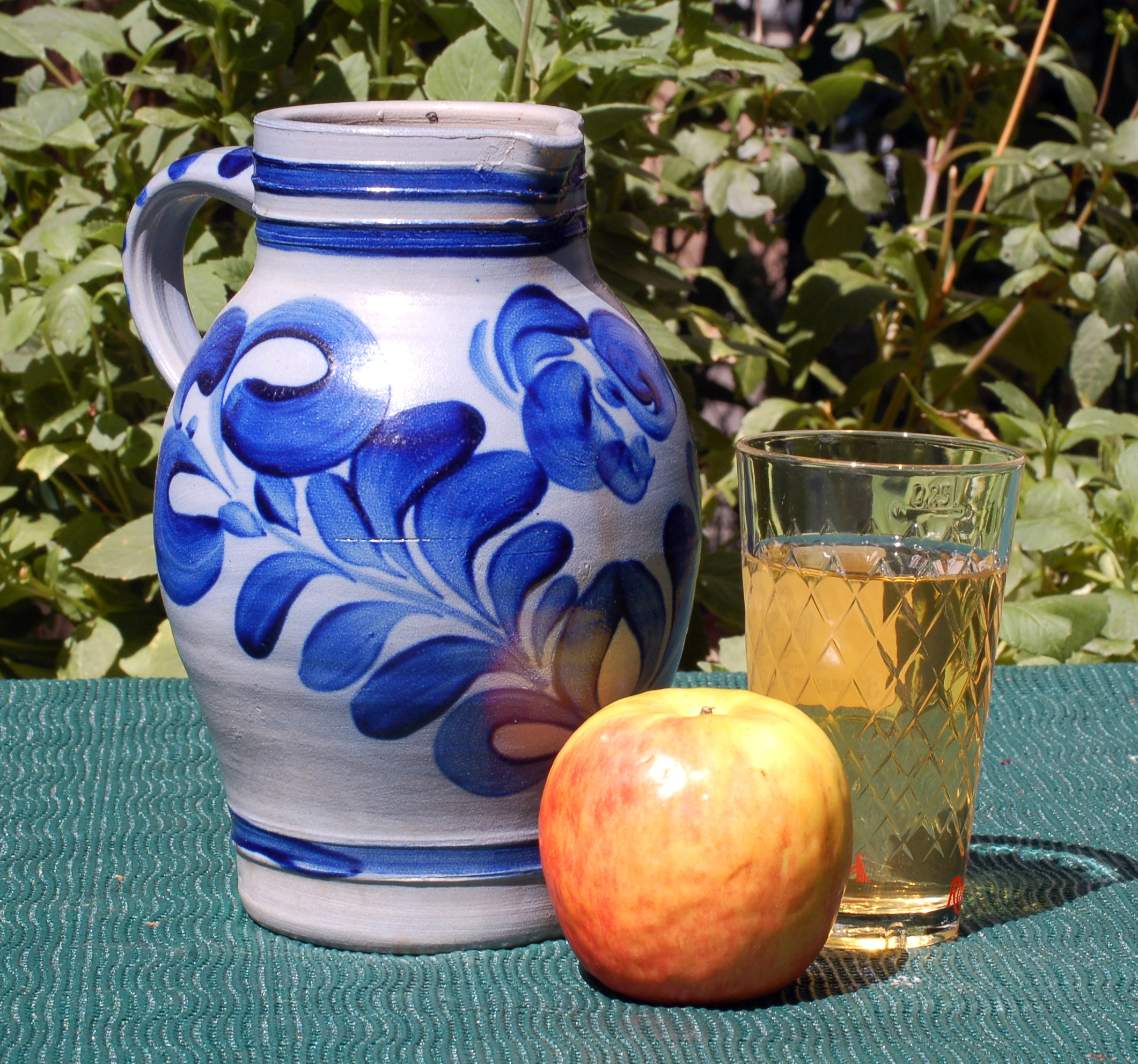
Vaso y Bembel.

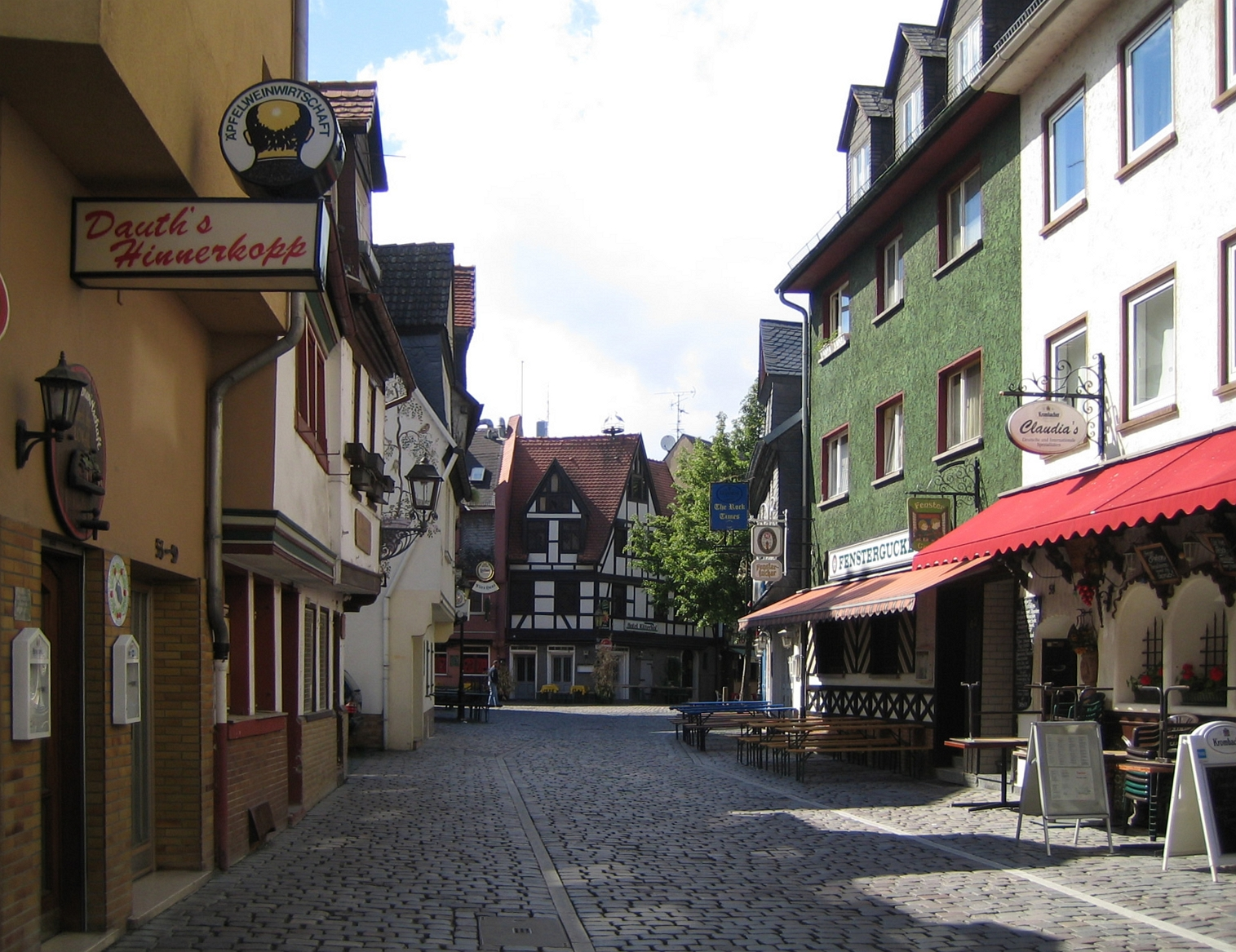
Barrio de la Sidra en Fráncfort del Meno-Sachsenhausen.

En Alemania la sidra se denomina Apfelwein y se bebe principalmente en la región de Fráncfort del Meno. La sidra alemana tiene un color más claro y un gusto amargo ligeramente diferente de la sidra existente en el norte de España. La sidra se bebe en vasos especiales y existe la costumbre de mezclarla con limonada o agua mineral con gas.
Los principales productores de sidra en Alemania son los lagares Höhl y Possmann, aunque existen más de 100 pequeños lugares que producen sidra de igual o mejor calidad. En Fráncfort se encuentra el centro cultural de la Sidra, en el barrio Sachsenhausen. Hay muchas sidrerías donde se bebe sidra y come platos regionales.

## Patrimonio Inmaterial de la Humanidad
- El 4 de diciembre de 2024, la cultura de la sidra asturiana fue reconocida como Patrimonio Cultural Inmaterial de la Humanidad de la Unesco.[22]